# Cromhouthuizen
De Cromhouthuizen zijn vier aaneengesloten grachtenpanden aan de Herengracht in Amsterdam, tussen de Huidenstraat en de Leidsegracht, met de huisnummers 362-364, 366, 368 en 370. Tot 2020 was het Bijbels Museum in het Cromhouthuis gevestigd. Dat jaar kwamen de twee panden met publieke functie in handen van Stadsherstel.
De panden zijn in de periode 1660-1662 in Hollands classicistische stijl gebouwd naar ontwerp van de Amsterdamse architect Philips Vingboons in opdracht van de handelaar Jacob Cromhout (1608-1669).  Elk van de vier huizen heeft een halsgevel van Bentheimer zandsteen met driehoekige frontons (Vingboonsgevel) en met twee ovale oeil-de-boeuf-ramen.
Jacob Cromhout woonde met zijn gezin in 366.  Op de gevelsteen boven de deur van dit huis is in reliëf een krom stuk hout afgebeeld.
De panden zijn sinds 1970 en 1972 beschermd als rijksmonument. Sinds 1975 is het Bijbels Museum in 366 en 368 gevestigd. Pand 368 heeft nog twee originele 17e-eeuwse keukens. In de grote zaal bevindt zich een plafondschildering van Jacob de Wit uit 1718 met mythologische voorstellingen van Romeinse goden en de dierenriem. De tuinkamers hebben stucplafonds van Ignatius van Logteren. De Engelse staatsietrap met houtsnijwerk, die vanuit de marmeren hal naar de bovenverdiepingen leidt, werd geplaatst tijdens een verbouwing in 1717.
In 2000 werden de panden gerestaureerd. Van een ander pand (Herengracht 440) dat verbouwd werd, kwam toen een tweede zolderstuk van De Wit over, Apollo en de vier seizoenen uit 1750, dat een plaats kreeg in de Achterzaal van het voorhuis.
Op het erf van nummer 368 stond het huis van de houthandelaar Cornelis Kerfbijl. Hij weigerde zijn grond te verkopen. Pas toen de tekeningen gereed waren en de bouw op punt van starten stond gaf hij toe. De tekeningen konden echter niet meer aangepast worden, waardoor het huisje van Kerfbijl werd opgenomen in het pand. Nummer 368 heeft daarom géén achterhuis, en nummer 366 een dubbel achterhuis.
In de tuin staat een aantal planten en bomen die in de Bijbel genoemd worden, zoals de dadelpalm, oleander, vijgenboom en judasboom.